# Elina Guimarães
Elina Guimarães, née le 8 août 1904 à Lisbonne et morte le 26 juin 1991 dans la même ville, est une juriste, écrivaine et militante féministe au Portugal au milieu du XXe siècle. Surnommée Femme de la liberté, elle est considérée comme une précurseure du féminisme dit juridique.

## Biographie
Elina Júlia Chaves Pereira Guimarães est née le 8 août 1904 à Lisbonne. Elle est la fille unique d'Alice Pereira Guimarães[réf. nécessaire] et de Vitorino Máximo de Carvalho Guimarães, homme politique portugais, ministre d'état en 1925.
Elle grandit ainsi dans un environnement dominé par la politique et s'intéresse dès son plus jeune âge à l'action politique, notamment aux droits des femmes. D'abord éduquée à domicile, comme la plupart des filles de la haute bourgeoisie, elle fréquente ensuite le Liceu de Almeida Garrett et le Liceu de Passos Manuel,puis s'inscrit à la Faculté de Droit de l'université de Lisbonne, dont elle sort diplômée le 25 novembre 1926 avec une note de 18 sur 18. Sa connaissance des droits des femmes d'un point de vue juridique est essentielle pour éveiller et informer de nombreuses générations de femmes sur leurs droits.

## Écriture et activisme
En 1925, alors qu'elle est encore étudiante à l'université, Elina Guimarães publie dans la revue Vida Académica un article régissant aux propos sexistes exprimés par Júlio Dantas (pt) dans O Terceiro Sexo (Le troisième sexe). Il soutient notamment que les femmes qui étudient ou travaillent cessent d'être des femmes et deviennent le troisième sexe.
À la suite de cet article, elle est invitée par Adelaide Cabete à rejoindre le Conselho Nacional das Mulheres Portuguesas (Conseil national des femmes portugaises) qui est alors la seule association féministe du pays. En 1927, elle en devient la secrétaire générale. En 1928, 1929 et 1931, elle est élue vice-présidente de son conseil d'administration et s'engage très activement dans la défense du droit des femmes à participer à la politique et à la lutte pour le suffrage féminin,,.
Elina Guimarães défend également l'égalité en matière d'éducation, qu'elle considère comme le moyen de garantir aux femmes la même préparation professionnelle et la même liberté de travail que les hommes.
Elle écrit de nombreux articles de presse en faveur des droits politiques des femmes, de la mixité scolaire et du libre accès des femmes à la vie professionnelle. Elle est rédactrice en chef du bulletin du CNMP, Alma feminina, en 1929 et 1930, responsable de la « Page féministe » de la revue Portugal Feminino et écrit pour plusieurs journaux et périodiques, dont Diário de Notícias, O Primeiro de Janeiro (pt) et la revue juridique Gazeta da Ordem dos Advogados (aujourd'hui Gazeta Jurídica ),.
En 1928, Elina Guimarães épouse Adelino da Palma Carlos, avocat et professeur de droit qui dirigera le premier gouvernement après la révolution des Œillets, le 25 avril 1974. Le couple a deux enfants, Antero da Palma-Carlos, médecin, professeur et spécialiste de renommée mondiale en immunoallergologie, et Guilherme da Palma-Carlos, juge-conseiller,.
En 1931, elle participe aux protestations contre la suppression de la mixité dans l'enseignement primaire[réf. nécessaire]. Elle soutient également que toutes les filles devraient recevoir le même enseignement des sciences, de la géographie et de l’histoire que les garçons[réf. nécessaire].
En 1945, elle rejoint le Movimento de Unidade Democrática (pt) (Mouvement d'unité démocratique, MUD) ), une plateforme d’organisations opposées à l’Estado Novo.
En 1946, Elina Guimarães est élue vice-présidente de l'assemblée générale du Conseil national des femmes portugaises, alors que Maria Lamas est présidente. Elle reste à ce poste jusqu'en 1947 quand les autorités du régime de l'Estado Novo ordonnent sa fermeture,.
Elle est membre de plusieurs organisations internationales, dont le Conseil international des femmes et l'Alliance internationale pour le suffrage des femmes et de la Fédération internationale des femmes des carrières juridiques,,.
Elina Guimarães est surnommée « Femme de la liberté» en raison de sa participation à de nombreuses conférences en faveur de la liberté d'expression. Elle est une précurseure du féminisme dit juridique qui, selon elle, se définit comme « le nom que l'on peut hardiment donner à ce courant doctrinal qui impose et prône l'égalité des sexes devant la loi ».
Exactement deux ans après la Révolution des Œillets du 25 avril 1974, la nouvelle Constitution politique du Portugal entre en vigueur. Elle établit l’égalité entre les sexes à tous les niveaux, y compris au sein de la famille[réf. souhaitée].
En 1979, la Commission de la condition de la femme publie une brochure intitulée Mulheres Portuguesas : Ontem e Hoje (Femmes portugaises d'hier et d'aujourd'hui ), écrite par Guimarães. En 1987, elle est publiée en anglais. Elle y aborde la très brève histoire du féminisme au Portugal. Dénonçant les inégalités entre les sexes dans le pays à l'époque, elle dira plus tard : « Personnellement, j'ai trouvé humiliant que de longues années d'études soient nécessaires pour que les femmes aient les droits des hommes qui ne savent que lire et écrire »,.
Elina Guimarães décède le 26 juin 1991, à Lisbonne. Elle est enterrée au cimetière Alto de São João (pt).

## Distinctions
Elina Guimarães est décorée par le président Ramalho Eanes de l'Ordre de la Liberté, le 16 avril 1985, à l'occasion de la clôture de la Décennie Internationale de la Femme avec six autres femmes « pour son exemple et son activité dans les domaines de son intervention visant à mettre en valeur l’action des femmes dans la société portugaise »,.
Le Conseil général de l'Ordre des avocats portugais (pt) décerne chaque année depuis 2016 le prix Elina Guimarães à la personne ou à l'organisation ayant le plus contribué aux droits des femmes et à la défense de l'égalité des sexes.
Des rues portent le nom d'Elina Guimarães à Amadora, Cascais, Lisbonne, Odivelas, Seixal, Setúbal et Sintra.
Le Centre de documentation et d'archives féministes, créé par l'União de Mulheres Alternativa e Response en 2005, porte le nom d'Elina Guimarães. Il rassemble les documents liés à l'histoire des études sur les femmes et le féminisme au Portugal et archive tous les articles et livres d'Elina Guimarães

## Publications (sélection)
- (pt) Dos crimes culposos, Lisbonne, Tip. da Penitenciária, 1930, 67 p.
- (pt) O poder maternal, Lisbonne, Livraria Morais, 1933, 264 p.
- (pt) A condição jurídica da mulher no Direito de Família perante as Nações Unidas, Porto, Martins & Irmão, 1962, 16 p.
- (pt) Coisas de mulheres, Porto, Promoção, 1975, 337 p.
- (pt) Mulheres portuguesas: ontem e hoje, Lisbonne, Comissão da Condição Feminina, 1979, 21 p.
- (en) Portuguese women: past and present, Lisbonne, Comissão da Condição Feminina, 1978, 31 p.
- (pt) Sete décadas de feminismo, Lisbonne, Comissão para a Igualdade e para os Direitos das Mulheres, 1991, 23 p.